# 密尔沃基铁路
密尔沃基铁路（Milwaukee Road，官方名称为Chicago, Milwaukee, St. Paul and Pacific Railroad, CMSP&PRR）是自1847年开始在美国中西部、西北部运营的一条一级铁路，1986年1月1日并入苏线铁路公司。虽然不再作为独立的铁路存在，但历史建筑密尔沃基火车站中依然有对该铁路的纪念说明、密尔沃基铁路261号蒸汽机车仍得以保存。